# ورزشگاه هیندمارش
ورزشگاه هیندمارش (به انگلیسی: Hindmarsh Stadium) که در حال‌حاضر به دلیل اسپانسری شرکت آبجوسازی کوپرز مستقر در آدلاید با نام ورزشگاه کوپرز شناخته می‌شود، ورزشگاهی چند منظوره در هیندمارش، حومه داخلی غربی آدلاید، استرالیای جنوبی است. این ورزشگاه خانه تیم ای-لیگ استرالیا، آدلاید یونایتد است.
این ورزشگاه ۱۶٬۵۰۰ ظرفیت دارد که ۱۵٬۰۰۰ صندلی دارد، و ورزشگاه خانگی تیم فوتبال حرفه‌ای ای-لیگ، آدلاید یونایتد است که مرتباً این ظرفیت را پر می‌کند و میانگین جمعیت بیش از ۱۲٬۰۰۰ نفر را در طول مسابقات فصل ۰۷-۲۰۰۶ و ۰۸-۲۰۰۷ ثبت کرده‌است. آدلاید یونایتد از این ورزشگاه برای بازی‌های خانگی خود هم در لیگ و هم در کمپین‌های مختلف لیگ قهرمانان آسیا استفاده کرد. این محل میزبان برخی مسابقات برای جام جهانی فوتبال زنان ۲۰۲۳ خواهد بود و در حال‌حاضر برای افزایش به موقع ظرفیت خود برای این تورنمنت دستخوش توسعه مجدد است.
این ورزشگاه میزبان فینال افتتاحیه جام حذفی فوتبال استرالیا در ۱۶ دسامبر ۲۰۱۴ بود که شاهد شکست آدلاید یونایتد به پرث گلوری بود.

## بازسازی‌های

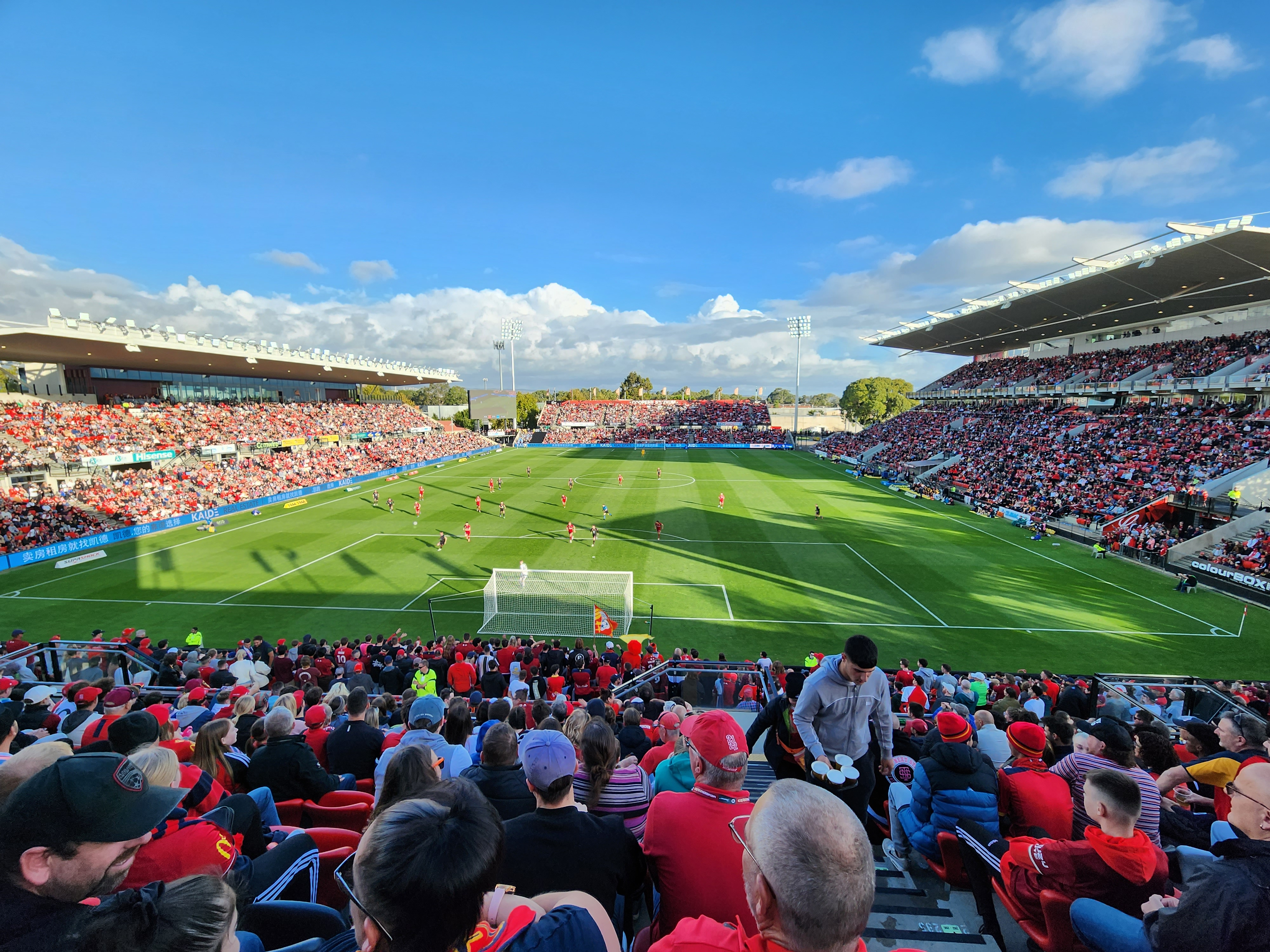
ورزشگاه هیندمارش در استرالیا

در سال ۱۹۹۶ به‌عنوان بخشی از بازسازی ورزشگاه قبل از بازی‌های المپیک تابستانی ۲۰۰۰، جایگاه بزرگ تک ردیف اصلی با صندلی‌های نیمکت چوبی خود تخریب شد و ساختار دو ردیف فعلی جایگزین آن شد. تراس روی بال مقابل نیز برداشته‌شد و جای خود را به صندلی داد. هنگامی که این ورزشگاه قبل از المپیک بازسازی شد تنها جایگاه بزرگ جدید در جای خود باقی می‌ماند.
در سال ۲۰۲۱ ورزشگاه هیندمارش شروع به توسعه مجدد ۵۳ میلیون دلاری کرد که شامل روشنایی جدید ورزشگاه، سقفی برای جایگاه بزرگ شرقی، ارتقاء رختکن‌ها و ارتقاء امکانات رسانه‌ای، جنبه‌های تکنولوژیکی و امکانات رفاهی تماشاگران خواهد بود. توسعه مجدد پیش از میزبانی مسابقات گروهی جام جهانی فوتبال زنان ۲۰۲۳ به پایان خواهد رسید.